# Mother's Milk
| 전문가 평가                   | 전문가 평가 |
| 평가 점수                     | 평가 점수   |
| 출처                          | 점수        |
| ----------------------------- | ----------- |
| AllMusic                      | [ 4 ]       |
| Encyclopedia of Popular Music | [ 5 ]       |
| Los Angeles Times             | [ 6 ]       |
| MusicHound Rock               | 3/5         |
| The Rolling Stone Album Guide | [ 8 ]       |
| Spin Alternative Record Guide | 5/10        |
| The Village Voice             | C+          |

《Mother's Milk》는 미국의 록 밴드 레드 핫 칠리 페퍼스의 네 번째 스튜디오 음반으로, EMI에 의해 1989년 8월 16일에 발매했다. 창단 기타리스트 힐렐 슬로박의 사망과 이후 드러머 잭 아이언스의 이탈 이후 보컬 앤서니 키디스, 베이시스트 플리 등이 기타리스트 존 프루시안테와 드러머 채드 스미스의 합류로 다시 뭉쳤다. 프루시안테의 영향력은 밴드의 이전 소재를 지배했던 리듬보다 멜로디에 더 중점을 두면서 밴드의 사운드를 변화시켰다. 돌아온 프로듀서 마이클 베인혼은 헤비 메탈 기타 리프를 선호했고, 프루시안테가 과도하다고 인식하는 오버더빙도 좋아했고, 그 결과 베인혼과 프루시안테는 음반의 기타 사운드를 놓고 끊임없이 싸웠다.
《Mother's Milk》는 미국 빌보드 200에서 52위를 정점으로 이 밴드의 첫 세 음반보다 더 큰 상업적 성공을 거두었다. 싱글 〈Knock Me Down〉과 스티비 원더 커버 〈Higher Ground〉로 널리 방송되었고, 1990년 초 그들의 첫 번째 골드 레코드가 되었다. 비록 전 음반 《The Uplift Mofo Party Plan》(1987년)이 얻었던 긍정적인 평가에는 미치지 못했지만, 《Mother's Milk》는 국제적인 성공을 거두기 위한 첫걸음이었고, 올뮤직의 에이미 핸슨에 따르면, "대세를 역전시키고, 겉보기에는 거의 노력하지 않고 밴드를 언더그라운드 펑크 래퍼에서 주류 악동들로 변화시켰다."

## 커버 아트
《Mother's Milk》는 흑백사진으로 비교적 몸집이 큰 벌거벗은 여성의 팔에 길게 늘어선 밴드의 모습을 담았다. 모델 던이 《Mother's Milk》의 커버에 자신이 선정되었다는 사실을 밴드가 알리지 않았다고 주장하면서 논란이 일었다. 게다가, 몇몇 국내 체인점들은 이 여성 피사체가 너무 노출이 심하다고 생각했기 때문에 이 음반 판매를 거부했다. 좀 더 엄격하게 검열된 버전은 밴드의 멤버가 원작보다 훨씬 더 큰 비율로 등장하는 일부 소매점을 위해 제작되었다. 음반 커버는 1960년대 슬라이 & 더 패밀리 스톤이 가지고 있던 홍보 포스터에 의해 영향을 받았으며, 이 포스터에는 프런트맨 슬라이 스톤이 손바닥에 소형 밴드를 들고 있었다. 키디스가 커버에 사용할 밴드의 사진을 찾고 있을 때, 프루시안테는 처음에 키디스가 보여준 모든 사진을 거절했지만, 웃고 앉아 있던 한 명에게 자리를 잡았다. 《Mother's Milk》에는 "노골적인 말" 경고 스티커가 붙었는데, 키디스 말에 따르면 "나 귀찮게 하지 마. 우리의 가사는 섹스든 우정이든, 아니면 인생 전반의 사랑에 관한 것이든 매우 노골적인 것이다." 이 음반의 커버 책자에는 힐렐 슬로박의 그림이 실려 있다. 음반 발매에 이어 모델의 젖가슴이 노출된 홍보 포스터가 한정 발행됐다. 던은 압박에 대해 전혀 알지 못했고 5만 달러의 합의금을 얻어내면서 밴드를 고소했다.
《Mother's Milk》의 싱글 곡들도 비슷한 예술적 주제를 따랐다. 〈Knock Me Down〉의 커버는 아프리카 배경의 코끼리 사진 앞에 셔츠가 없는 밴드를 특징으로 했다. 〈Higher Ground〉는 뮤직비디오에서 찍은 사진 등 4명의 멤버 모두가 키디스의 대형 얼굴 이미지 앞에 인쇄된다는 점에서 비슷했다. 〈Taste the Pain〉은 빨간색과 노란색 바탕에 레드 핫 칠리 페퍼스의 별표가 활자체에 인접해 있는 밴드를 함께 선보였다.

## 25주년
채드 스미스는 2014년 1월 29일 EMI가 2014년쯤 음반의 25주년 버전을 발매할 계획이라고 발표했다. 스미스는 추가 자료가 발표되지 않은 곡이 될지 아니면 이전에 리마스터드된 음반에 발표된 보너스 트랙이 될지는 알 수 없지만 일부 "추가적인 것"이 발매에 포함될 것이라고 말했다. 2014년 8월 《롤링 스톤》과의 인터뷰에서 스미스는 음반의 기념일과 유산에 대해 논의하면서 리마스터드 버전이 아직 제작 중이고, 보너스 디스크가 될 것 같은 오하이오주 클리블랜드에서 녹음된 라이브 쇼를 포함해도 좋다고 말했다. 하지만 밴드가 미완성 상태로 남겨둔 게 몇 가지 있을 수 있지만 음반에서 나온 오차는 모두 이미 나왔다는 게 그의 생각이다. 2020년 현재 EMI는 아직 음반을 다시 발매하지 않고 있다.

## 곡 목록
모든 곡들은 특별한 언급이 없는 한 레드 핫 칠리 페퍼스(앤서니 키디스, 존 프루시안테, 플리, 채드 스미스)에 의해 작사/작곡하였다.
| #   | 제목                                                        | 작사·작곡                                | 재생 시간 |
| --- | ----------------------------------------------------------- | ---------------------------------------- | --------- |
| 1.  | 〈Good Time Boys〉                                          |                                          | 5:02      |
| 2.  | 〈Higher Ground〉                                           | 스티비 원더                              | 3:23      |
| 3.  | 〈Subway to Venus〉                                         |                                          | 4:25      |
| 4.  | 〈Magic Johnson〉                                           |                                          | 2:57      |
| 5.  | 〈Nobody Weird Like Me〉                                    |                                          | 3:50      |
| 6.  | 〈Knock Me Down〉                                           |                                          | 3:45      |
| 7.  | 〈Taste the Pain〉                                          | 키디스, 프루시안테, 플리, D. H. 펠리그로 | 4:32      |
| 8.  | 〈Stone Cold Bush〉                                         | 키디스, 프루시안테, 플리, 펠리그로       | 3:06      |
| 9.  | 〈Fire〉                                                    | 지미 헨드릭스                            | 2:03      |
| 10. | 〈Pretty Little Ditty〉 (기악, 2003년 리마스터의 길이 3:07) |                                          | 1:35      |
| 11. | 〈Punk Rock Classic〉                                       |                                          | 1:47      |
| 12. | 〈Sexy Mexican Maid〉                                       | 키디스, 프루시안테, 플리, 펠리그로       | 3:23      |
| 13. | 〈Johnny, Kick a Hole in the Sky〉                          |                                          | 5:12      |

## 인증
| 국가                       | 인증     | 판매량/출하량 |
| -------------------------- | -------- | ------------- |
| 캐나다 (뮤직 캐나다)       | 골드     | 50,000^       |
| 영국 (BPI)                 | 실버     | 60,000^       |
| 미국 (RIAA)                | 플래티넘 | 1,000,000^    |
| ^출하량을 기반으로 한 인증 |          |               |